# Форензичка патологија
Форензичка патологија је грана патологије која се бави утврђивањем узрока смрти путем прегледа тела. Обдукцију обавља судски лекар или форензички патолог, обично у оквиру истрага кривичних дела, а у неким јурисдикцијама и у грађанскоправним случајевима. Судски лекари и форензички патолози такође често имају задатак да потврде идентитет посмртних остатака.

## Дужности
Форензичка патологија представља примену медицинске јуриспруденције. Форензички патолог је доктор медицине који је завршио обуку из анатомске патологије и потом се специјализовао за форензичку патологију. Захтеви за стицање звања „потпуно квалификованог“ форензичког патолога разликују се од земље до земље.
Форензички патолог врши обдукције са циљем утврђивања узрока смрти, као и могућег начина смрти. Извештај са обдукције садржи закључке који се односе на следеће:
- Патолошки процес, повреду или болест која директно доводи до смрти или покреће низ догађаја који резултирају смрћу (механизам смрти), као што су прострелна рана главе, исцрпљивање крви услед убодне ране, ручно или узицом извршено дављење, инфаркт услед коронарне болести артерија итд.
- Начин смрти, односно околности под којима је до смрти дошло, који у већини јурисдикција укључују следеће категорије:[2]
  - Убиство
  - Несрећан случај
  - Природна смрт
  - Самоубиство
  - Неутврђено

Обдукција такође омогућава решавање других питања која могу проистећи из случаја смрти, као што су прикупљање трагова или утврђивање идентитета преминуле особе. Обдукције се изводе у случајевима неочекиване смрти, смрти ван надзора лекара, у криминалистичким истрагама, током масовних несрећа ради идентификације жртава, као и на захтев породице или блиских особа преминулог.
Форензички патолог прегледа и документује ране и повреде, као и могуће узроке тих повреда, током обдукције, на месту злочина, а понекад и у клиничким условима, као што су истраге силовања или смрти у притвору.
Форензички патолози прикупљају и анализирају узорке ткива под микроскопом (хистологија) ради утврђивања присуства или одсуства природних болести и других микроскопских налаза, као што су азбестна тела у плућима или честице барутних зрнаца око прострелне ране.
Такође прикупљају и тумаче токсиколошке узорке телесних ткива и течности како би утврдили хемијске узроке случајних предозирања или намерних тровања.
У случајевима масовних катастрофа, форензички патолози сарађују са форензичким одонтолозима, форензичким антрополозима и другим стручњацима из области форензике са циљем идентификације жртава катастрофе. Процес идентификације обухвата проналажење тела, прикупљање антемортем података (информација пре смрти), почетни преглед тела уз прикупљање постмортем доказа (информација након смрти) и коначну упоредну анализу ових података ради утврђивања идентитета жртава.
Форензички патолози делују као вештаци на суду, сведочећи у грађанским или кривичним поступцима.
Током обдукције, форензичког патолога често помаже техничар за обдукцију.
Форензички лекари, понекад названи forensic medical examiners или police surgeons, су лекари обучени за преглед и пружање медицинске помоћи живим жртвама напада, укључујући сексуалне нападе, као и особама које се налазе у полицијском притвору. У Уједињеном Краљевству, многи форензички лекари раде клиничку форензичку медицину скраћено радно време, уз бављење породичном медицином или другим медицинским специјалитетом.
У Уједињеном Краљевству, чланство у Краљевском колеџу патолога није обавезно за именовање за судско-медицинског вештака. Према закону Coroners and Justice Act 2009, било који лекар регистрован у Општем медицинском савету (General Medical Council) може обављати судско-медицинске обдукције, чак и ако није форензички патолог.
Форензички патолози значајно доприносе јавном здрављу и превентивној медицини проучавајући узроке смрти. Налази добијени током обдукција могу се користити за спречавање сличних смртних исхода у будућности.

## Истрага смрти
Патолози утврђују узрок смрти кроз обдукцију. Истраживање смрти обухвата три фазе: преглед, корелацију и интерпретацију.
Истражују се случајеви смрти код којих је узрок непознат или се сматра неприродним. У већини јурисдикција ове истраге спроводе форензички патолози, коронери, медицински вештаци или хибридне канцеларије коронера и медицинског вештака.

### Методе
Форензички патолози морају бити обучени у више области како би успешно обављали свој посао. Користе разноврсне методе, укључујући спровођење обдукције, која сама по себи обухвата више техника. Неке од тих метода захтевају коришћење различитих техника идентификације, као што су имунохистолошке анализе, које могу бити корисне за утврђивање времена повреде и процену аксоне штете настале услед трауматске повреде мозга.
Током обдукције, форензички патолог може користити рендгенске снимке, узимати узорке телесних течности, узорке ткива и узорке бактеријских култура присутних у телу. Такође се примењује анализа стадијума смрти како би се проценило време смрти и дужина периода од смрти до прегледа тела.
Информације добијене током обдукције, у комбинацији са доказима које обезбеди полиција, служе као основа за утврђивање узрока смрти.

### Недоследности у терминологији у свим јурисдикцијама
У неким јурисдикцијама, титула „медицински вештак” (Medical Examiner) може се користити за изабрано службено лице које није лекар, али је укључено у медиколегалну истрагу смрти. У другим јурисдикцијама, закон налаже да медицински вештак мора бити лекар, патолог или форензички патолог.
Слично томе, титула „коронер” (Coroner) се користи и за лекаре и за нелекаре. Историјски гледано, коронери нису увек били лекари, већ су често обављали улогу градског погребника. Међутим, у одређеним јурисдикцијама, звање „коронер” резервисано је искључиво за лекаре.

### Канадски мртвозорници
У Канади постоји комбинација система коронера и система медицинских вештака, у зависности од провинције или територије:
- У Онтарију, коронери су лиценцирани лекари, најчешће, али не искључиво, породични лекари.
- У Квебеку постоји мешовит систем у којем функцију коронера могу обављати и лекари и нелекари.
- У Британској Колумбији доминира систем у којем су коронери углавном нелечници.
- Провинције попут Алберте и Нове Шкотске користе систем медицинских вештака (Medical Examiner System).[7][8]

### Мртвозорници и лекари у Сједињеним Државама
У Сједињеним Америчким Државама, постоје два основна модела система истраге смрти:
- Коронер је обично изабрани јавни званичник у одређеној географској области који истражује и потврђује узрок смрти. Већина коронера нема диплому доктора медицине, а ниво њиховог медицинског образовања варира у зависности од професије коју обављају (нпр. службеници полиције, судови, погребници, хитна помоћ, медицинска нега).
- Медицински вештак (Medical Examiner) је, за разлику од коронера, обично лиценцирани лекар са звањем доктора медицине или доктора остеопатије. Идеално је да је медицински вештак завршио резиденцију из патологије и специјализацију из форензичке патологије. У појединим јурисдикцијама, медицински вештак мора имати и правну диплому уз додатну обуку из форензичке патологије.

## Историја
Форензичка патологија је основана од стране Рудолфа Вирхова, немачког патолога, који је развио методу Вирхов, једну од главних и најпопуларнијих техника које и данас користе форензички патолози. Метода Вирхов подразумева обављање аутопсија, као и установљење ћелијске теорије, која осветљава ефекте и оштећења која болести наносе људском телу. Рудолф Вирхов започео је праксу регулисаних аутопсија, при којима се цело тело испитује, а не само одређено подручје од интереса, што открива додатна оштећења која повреде и болести наносе људском организму. У немачкој говорној Европи, предавања о форензичкој патологији редовно су одржавана у Фрајбургу у средини 18. века и у Бечу 1804. године. Научници као што су Огист Амброаз Тардије, Јохан Лудвиг Каспер и Карл Лиман уложили су велике напоре да форензичку патологију развију у науку засновану на емпирији.
Амброаз Паре такође се сматра једним од отаца модерне форензичке патологије и хирургије. Његова изуми из раног 16. века укључују хируршке инструменте и технике. Он је био пионир у области битачке медицине и лечења рана. Једна од техника коју је користио била је изливање кључалог уља у ране.
Историја форензичке патологије може се пратити све до 4. века пре нове ере у Вавилонији, али у то време није се практиковала на мртвим људским телима. Форензичка патологија је у то доба била искључиво примењивана на животињама, пошто се људи у тој ери сматрали светим и нису били подвргавани таквим поступцима. Касније, у историји форензичке патологије, пракса се проширила на Азију. Муслимански лекари открили су заразне болести и као резултат тога почели да раде аутопсије на мртвим телима. Један од ових лекара био је Ибн Зухр, који је вршио аутопсије на телима након смрти и истраживао болести као што су лепра и полно преносиве болести.
Док је Зухр био заузет истраживањем заразних болести, Ји Сиунг, кинески државни званичник, састао је тим лекара задужених за сецирање жртава убиства. Узрок смрти ових жртава истраживао се уз сам случај и то је било први пут да је патологија коришћена за решавање кривичних случајева.
Форензичка патологија први пут је формално призната у Сједињеним Америчким Државама од стране Америчке коморе патолога 1959. године, након што су токсикологија и патологија већ годинама коришћене за решавање хиљада кривичних случајева широм света.
У Канади је формално призната 2003. године, а тренутно се успоставља званични програм обуке под покровитељством Краљевског колеџа лекара и хирурга Канаде.

## Образовање
У већини земаља у којима се говори енглески, форензичка патологија је подспецијализација анатомске патологије. Захтеви за обуку се разликују од земље до земље, али је уобичајено да патолози најпре заврше медицинску школу, а затим наставе са студијом патологије. Многи форензички патолози раде као хистопатолози у болницама пре него што пређу на форензичку науку. Још један од захтева за форензичке патологе је добро познавање специфичних области као што су токсикологија, истраживање ватреног оружја (балистика рана), трасна доказна грађа, форензичка серологија и ДНК технологија.

### Аустралија
Тренутно постоје три начина за квалификацију као форензички патолог у Аустралији. Први начин је да се обучавају искључиво за форензичку патологију и положе два испита из форензичке патологије. Други начин је да започну обуку из анатомске патологије, заврше иницијални испит из анатомске патологије, што траје најмање три године, а затим наставе обуку искључиво из форензичке патологије и положе испит из форензичке патологије, што траје најмање две године. Трећи начин је да заврше најмање пет година обуке из анатомске патологије како би постали члан из анатомске патологије, а затим заврше годину  усавршавања у форензичкој патологији.

### Канада
У Канади, појединци морају завршити основне студије из научних дисциплина, након чега добијају докторску диплому из медицине на неком од седам медицинских факултета у Канади. Када заврше овај корак, појединци могу приступити Краљевској колегији лекара и хирурга, што захтева завршетак резидентске обуке. Анатомска патологија је петогодишња резидентска обука. Резиденти који желе да постану форензички патолози морају затим завршити једногодишњу обуку из форензичке патологије. Од 2022. године, три школе у Канади нуде програм обуке из форензичке патологије: Универзитет у Алберти, Универзитет у Отави и Универзитет у Торонту.  Универзитет Мекмастер је прекинуо свој програм обуке 2019. године.

### Немачка
У Немачкој постоји 40 форензичких института или установа са 41 локацијом, од чега:
- 34 универзитетска института за форензичку патологију који су у саставу дотичне универзитетске болнице. Одељење за форензичку патологију у Хановеру, са локацијом у Олденбургу, једина је институција која има другу локацију.
- 6 неуниверзитетских институција са три општинска института за судску медицину у Бремену, Дортмунду и Дуизбургу, као и Бранденбуршки државни институт за судску медицину у Потсдаму, Државни институт за судску и социјалну медицину Берлин и институт Центра за ваздухопловну медицину Ваздухопловних снага у Фурстенфелдбруку.

Немачки форензички институти све више нуде своју експертизу у збрињавању жртава у оквиру клинике за заштиту жртава насиља, амбуланте за жртве, истражног центра за жртве насиља у породици или групе за заштиту деце.
Након што појединци заврше своје медицинске студије, потребно је најмање шест додатних година специјализације за форензичку патологију. Током овог периода, појединци морају провести најмање три године и шест месеци радећи у институцији правне медицине, фокусирајући се на клиничку форензичку патологију. Затим, потребно је најмање једну годину рада у патолошком институту, учествујући у стручном тренингу аутопсије. Такође, потребно је најмање шест месеци рада са форензичким психијатрима. На крају, мора се завршити једна година рада у било којој области медицине или правне медицине. Током ових радних периода, од ових лекара се захтева да напишу бројне стручне извештаје о својим постморталним прегледима, истрагама на месту злочина, реконструкцијама места злочина и медицинским случајевима осигурања. Такође, морају доставити минималан број извештаја који се односе на њихове аутопсије, полицијске упите, хистолошка истраживања и друге истражне резултате. На крају, лекар који се обучава мора завршити одређен број усмених судских поступака. Након што све ово заврши, полажу усмени испит, под надзором Коморе лекара (познате и као Немачка лекарска комора), што им омогућава да званично постану форензички патолози по завршетку овог процеса.

### Индија
У Индији, специјализација се обично назива форензичка медицина и токсикологија, или правна медицина. Након завршетка медицинског факултета, потребно је да се заврши три године студија и обуке, укључујући истраживачки рад на тези, што доводи до доделе степена доктора медицине (форензичка медицина). Као алтернатива, могуће је полагати испит Националног тела за испите (National Board of Examinations), што доводи до доделе дипломе Дипломираног специјалисте Националног тела.
Већина специјалиста је прикључена Одељењу за форензичку медицину и токсикологију на различитим медицинским факултетима. Класификација радних места укључује асистенте, доценте и професоре. Профил рада специјалиста укључује спровођење аутопсија и клиничких форензичких прегледа, осим предавања медицинским студентима. Такође, морају редовно да се појављују на суду као стручни сведоци. Типичан одељак у државној институцији спроводи од 100 до 5.000 аутопсија годишње, у зависности од надлежности. Поред овога, клинички форензички прегледи чине велики део рада, а број случајева може да достигне и до десет хиљада годишње у просечној институцији.
Највећа асоцијација у овом подручју је Индијска академија форензичке медицине (Indian Academy of Forensic Medicine - IAFM), која такође редовно објављује часопис. Ова асоцијација има више од 1.000 специјалиста као чланова.

### Индонезија
У Индонезији, форензичка медицина, такође позната као правна медицина (kedokteran kehakiman), представља трогодишњи специјалистички програм који се може уписати одмах након завршетка медицинског факултета. Ова специјализација је одвојена од анатомске патологије и клиничке патологије. По завршетку програма, специјалиста форензичке медицине добија титулу Специјалиста форензике (Spesialis Forensik). У јавности се може ословити као Доктор форензике. Важно је напоменути да не постоји програм предмедицинског образовања, што чини укупну дуљину формалног образовања за постајање форензичким специјалистом 9 година. Овај програм је први пут уведен кроз холандски колонијални правосудни систем у раном 20. веку.
Форензичка медицина такође представља обавезан део студентске праксе на медицинском факултету. Студенти медицине помажу лекарима током аутопсија, а могу имати и дозволу да изврше аутопсију под надзором, као и да сведоче на суду.

### Јапан
У Јапану, професија форензичке патологије није често изабрана у поређењу са другим медицинским професијама као што су клиничари и лекари. У Јапану постоји 33 од 42 универзитета који имају департман за патологију, али само 21 од 42 универзитета нуди програме резиденције који се односе на форензичку патологију.
Да би постали форензички патолози, особе морају да прођу четворогодишњи основни степен студија. Након што заврше основне студије, потребно је да наставе на медицинском факултету како би стекли мастер или докторат. По завршетку медицинске школе, појединци су обавезни да прођу двогодишњу постдипломску клиничку обуку у којој ће учити важне клиничке вештине. Када се заврши двогодишња обавезна клиничка обука, потребно је додатних 3-4 године тренинга који се фокусирају на хируршке процедуре, што је посебно важно за форензичке патологе. Током ових последњих 3-4 године тренинга, форензички патолози ће учити више о специјализованој људској анатомији, као и имати прилику да комуницирају са стварним пацијентима као и са другим форензичким патолозима.
Департман за форензичку медицину на Универзитету у Кјоту у Јапану има историју која сеже у 1899. годину, када је овај департман први пут основан. Овај департман је активно промовисао значај форензичке медицине кроз своје иновативне програме, истраживања и анализе.
Након завршетка свог тренинга, форензички патолози у Јапану имају прилику да добију свој сертификат из патологије који додељује Јапанско друштво патологије.

### Уједињено Краљевство
У Уједињеном Краљевству, форензичка хистопатологија је петогодишњи или пет и по годишњи програм обуке, који се састоји од две и по године хистопатологије, након чега следи две и по или три године форензичке хистопатологије. Успешни кандидати имају право да се упишу на специјалистички регистар Генералног медицинског савета, што је услов за рад као консултантски форензички патолог.
За упис на специјализацију у форензичкој хистопатологији потребно је да кандидати заврше Програм фондације у Великој Британији, прођу прве две фазе специјализације у хистопатологији и положу FRCPath Part 1 испит из хистопатологије. Када уђу у трећу годину специјализације, кандидати одмах прелазе на фазу Ц. Завршетком фаза Ц и Д, као и успешним полагањем FRCPath Part 2 испита из форензичке хистопатологије, кандидат може поднети захтев за Сертификат о завршетку обуке.
Алтернатива је да се добије комплетан FRCPath у општој хистопатологији, након чега следи додатна обука од 18-24 месеца у форензичкој патологији, што ће кандидате квалификовати за Диплому Краљевског колеџа патолога у форензичкој патологији или Диплому из медицинске правне науке. У Енглеској и Велсу, кандидат ће такође морати да буде акредитован од стране Министарства унутрашњих послова, што подразумева проверу портфолија обуке, као и завршен безбедносни преглед и курс обуке стручних сведока који организује Форензичка научна служба.
Тренутно одобрени центри за обуку у форензичкој патологији у Великој Британији укључују Белфаст, Единбург, Ливерпул, Лестер, Кардиф, Лондон, Глазгов и Данди.

### Сједињене Америчке Државе
У Сједињеним Америчким Државама, форензички патолози обично завршавају најмање једну годину додатне обуке након што заврше резидентуру из анатомске патологије и положе испит који организује Амерички одбор за патологију или Амерички остеопатски одбор за патологију. Да би постали анатомски патолози у Сједињеним Америчким Државама, потребно је да заврше резидентуру из анатомске патологије, што је обука која се одржава након завршене медицинске школе пре него што особа може да праксира без надзора. Анатомска патологија сама по себи подразумева трогодишњу резидентуру. Већина америчких патолога завршава комбиновану резидентуру из анатомске и клиничке патологије, која захтева укупно четири године.
У Сједињеним Америчким Државама, укупно образовање након средње школе обично траје 13-15 година (4 године основних студија + 4 године медицинске школе + 4-5 година резидентуре + 1-2 године додатне обуке из форензичке патологије). Обично је највећа препрека упис на медицинску школу, иако је стопа пролазности за испите из анатомске и форензичке патологије приближно 80-90% и 90-100%. Судови не захтевају сертификацију Америчког одбора за патологију како би неко био квалификован као стручни сведок у области форензичке патологије, а постоје и бројни „дипломски” центри који нуде онлајн сертификате у овој области.

## У популарној култури
Патолози се често појављују у криминалистичким фикцијама.
- Др Џорџ Булард из Каустона у серији Убиства у Мидсамеру,
- Џордан Кавана, форензички патолог у Одељењу главног медицинског испитивача Масачусетса, у серији Crossing Jordan,
- Др Рави Чакрабарти, медицински испитивач у Одељењу медицинског испитивача округа Кинг, у серији Ја - зомби,
- Др Макс Дебрин, патолог за Министарство унутрашњих послова у детективској серији Млади инспектор Морс,
- Др Лора Хобсон, патолог и каснији партнер инспектора Робија Левиса у каснијим епизодама серије Млади инспектор Морс,
- Др Маура Ајлс, главни медицински испитивач Комонвелта Масачусетса, у серији Ризоли и Ајлс,
- Изабела Лајтвуд, за коју се тврди да је најбољи форензички патолог у Њујорку у телевизијској серији Сеноловци,
- Др Доналд "Даки" Малард, главни медицински испитивач у серији Морнарички истражитељи,
- Свен Њеберг, форензички патолог у полицијској станици Јстада у шведској и британској ТВ серији Валандер,
- Др Џејмс "Џими" Палмер, бивши помоћник медицинског испитивача, а сада главни медицински испитивач у серији Морнарички истражитељи,
- Др Марко Паспано, локални форензички патолог у Вигати, у италијанској серији Инспектор Монталбено,
- Др Р. Квинси, главни медицински испитивач за округ Лос Анђелес у америчкој ТВ серији Квинси М.Е,
- Др Саманта Рајан, форензички патолог у британској криминалној драми Silent Witness,
- Др Ники Александер, форензички патолог у британској криминалној драми Silent Witness,
- Др Камил Саројан, шеф Форензичког одељења у Џеферсону у серији Боунс,
- Амброуз Спелман, коронер у мртвачници сестара Спелман и главни карактер у нетфликс серији Сабрина: Језиве пустоловине,
- Др Мисуми Микото, форензички патолог у измишљеном Лабораторију за истраживање неприродних смртних случајева у Токију, главни лик у јапанској драми Неприродно (2018).